# 阿察拉
阿察拉（義大利語：Atzara），是意大利撒丁大区努奥罗省的一个市镇。总面积35.81平方公里，人口1230人，人口密度34.3人/平方公里（2009年）。ISTAT代码为091003。